# Flourensia campestris
La chilca de la sierra:  Flourensia campestris,  es una especie de un arbusto perennifolio perteneciente a la familia de las asteráceas; nativa del norte de Argentina.

## Propiedades
Sus hojas y tallos foliáceos producen aceite esenciales

## Taxonomía
Flourensia campestris fue descrita por August Heinrich Rudolf Grisebach y publicado en Abhandlungen der Königlichen Gesellschaft der Wissenschaften zu Göttingen 19: 184. 1874.
Sinonimia
- Helianthus campestris (Griseb.) Kuntze[3]